# Fondation nationale Francisco Franco
La Fondation nationale Francisco Franco (Fundación Nacional Francisco Franco, FNFF en abrégé) est une institution privée espagnole créée en 1976 dont les objectifs sont de diffuser la mémoire et le travail du général Francisco Franco, qui fut le chef de l'État espagnol (1936/39-1975) après s'être soulevé contre le gouvernement de la seconde république espagnole déclenchant la guerre d'Espagne (1936-1939), pris la tête des armées du bando nacional et vaincu le bando republicano. Sa fille Carmen Franco (1926–2017) dirigea l'organisation et devint plus tard sa présidente d'honneur à laquelle lui a succédé son petit-fils, Louis de Bourbon. Le porte parole et président exécutif de la fondation est le général de réserve d'infanterie de marine, Juan Chicharro Ortega (es), ancien aide de camp du roi Juan Carlos.
Déjà ciblée en 2017 par une pétition signée par 200 000 personnes demandant sa dissolution, la fondation est sous le coup d'une procédure de dissolution entamée en mai 2024 par le gouvernement de Pedro Sánchez au motif que son objet est en contradiction avec la loi interdisant l’apologie du régime franquiste.

## Description
Le principal atout de la fondation est constitué par les archives personnelles du général Francisco Franco, qui contiennent quelque 30 000 documents (300 000 pages) de nature très diverse : correspondance avec d'autres chefs d'État, rapports personnels confidentiels, copies d'écrits originaux, notes privées, ainsi que des projets de lois ou de règlements (certains de ces documents contiennent des secrets d'État, selon le gouvernement espagnol).
L'un des buts de la fondation, déclaré dans ses statuts, était « d'exalter la figure de Franco », mais la fondation a modifié ses statuts en 2018 afin de ne pas tomber dans l'illégalité.

## Dirigeants
Son président actuel est Juan Chicharro Ortega, ancien assistant du roi Juan Carlos Ier. Carmen Franco y Polo, fille de Franco, a été présidente d'honneur jusqu'à sa mort en 2017, et son petit-fils Louis de Bourbon lui a succédé.